# 蒙特韋爾 (新澤西州)
蒙特韋爾（英語：Montvale）是位於美國新澤西州伯根縣的自治市鎮。

## 人口
根據2020年美國人口普查的數據，蒙特韋爾的面積為10.45平方千米，當中陸地面積為10.42平方千米，而水域面積為0.03平方千米。當地共有人口8436人，而人口密度為每平方千米807人。